# شیمازو تادایوشی
شیمازو تادایوشی (به ژاپنی: 島津 忠義 Shimazu Tadayoshi); ۲۲ مهٔ ۱۸۴۰ – ۲۶ دسامبر ۱۸۹۷) سامورایی، پسر شیمازو هیسامیتسو بیست‌ونهمین رهبر خاندان شیمازو و دوازدهمین و آخرین دایمیوی قلمروی ساتسوما در دوره شوگون‌سالاری توکوگاوا بود.